# Kraftwerk Herne
Das Heizkraftwerk Herne ist ein Steinkohlekraftwerk und zum Teil ein Gaskraftwerk der Steag. Es befindet sich in Baukau, einem Stadtteil von Herne (Nordrhein-Westfalen).

## Geschichte
In den Jahren 1962/63 wurden die ersten beiden Kraftwerksblöcke mit einer Leistung von jeweils ca. 150 MW gebaut. 1966 kam Block 3 mit 280 MW hinzu (1987 zur Fernwärmekopplung umgebaut). Block 3 hatte einen Wirkungsgrad von nur 30 Prozent. 1988 wurde das Kraftwerk mit einer Rauchgasentschwefelungsanlage nachgerüstet.
1989 wurde ein vierter Kraftwerksblock mit 449 MW elektrische Leistung gebaut; dieser Block kann ebenfalls bei Bedarf Fernwärme bereitstellen. Im Zusammenhang mit diesem Neubau entstanden 1984 auch der 300 Meter hohe Schornstein und der große Kühlturm (130 m), die gegenwärtig das Bild des Kraftwerks prägen. Dieser neue Schornstein ersetzte drei alte Schornsteine, die anschließend abgerissen wurden.
Der älteste Block 1 wurde im Jahre 2000 stillgelegt. 2014 folgte dann Block 2 und im Juni 2017 Block 3. Für den Block 4 mit einer Leistung von 449 MWel ist die Stilllegung für März 2025 beantragt.

## Technische Daten
Die vier ursprünglichen Kraftwerksblöcke hatten zusammen eine elektrische Leistung von 950 Megawatt. Mit Block 4 sind noch 449 MW an elektrischer Leistung in Betrieb. Die installierte Leistung beträgt 511 MWel.
Das Kraftwerk produzierte im Jahr 2008 ca. 5,2 Mrd. kWh Strom (Energiebedarf von ca. 1,3 Mio. Haushalten) und 0,8 Mrd. kWh Fernwärme, die in die Fernwärmeverbundleitung der Fernwärmeschiene Ruhr eingespeist wurden.
Der Steinkohleverbrauch im Jahr 2008 betrug ca. 2,0 Mio. Tonnen. Der CO2-Ausstoß in diesem Jahr summierte sich laut European Pollutant Emission Register (EPER 2004) auf 4,51 Mio. Tonnen.
Aufgrund der veränderten Bedingungen auf dem Strommarkt durch die Energiewende reduzierte sich die Stromproduktion im Jahr 2011 auf 2.501 GWh (5.200 GWh im Jahr 2008). Durch die verringerte Stromproduktion verringerte sich auch der Steinkohleverbrauch von ca. 2.000.000 Tonnen (Jahr 2008) auf ca. 961.923 (Jahr 2011).
| Jahr | Nutzbare Stromabgabe | Gesamtkohleverbrauch | Kohleverbrauch pro Gigawattstunde |
| ---- | -------------------- | -------------------- | --------------------------------- |
| 2008 | 5.200 GWh            | 2.000.000 t          | 384,62 t                          |
| 2011 | 2.501 GWh            | 961.923 t            | 384,63 t                          |

Die Kohlebelieferung erfolgt über den Rhein-Herne-Kanal, aus dem auch das benötigte Kühlwasser entnommen und wieder eingeleitet wird.
Im Kraftwerk arbeiteten 2008 etwa 250 Mitarbeiter. Das Kraftwerk ist außerdem ein Standort der Themenroute „Großchemie und Energie“ der Route der Industriekultur.

## Planungen

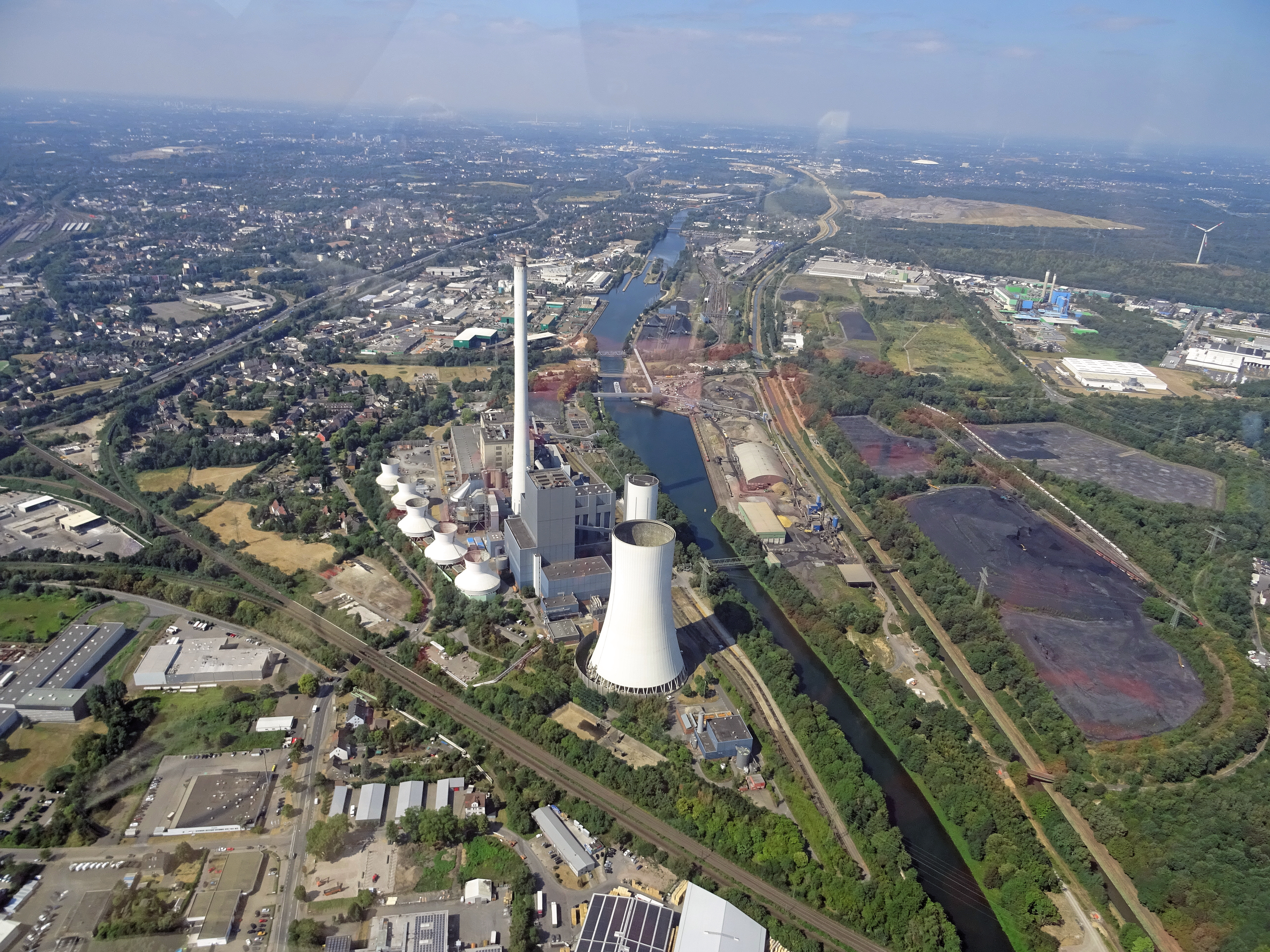
Luftbild des Kraftwerks von Herne und des Rhein-Herne-Kanals in Richtung Westen

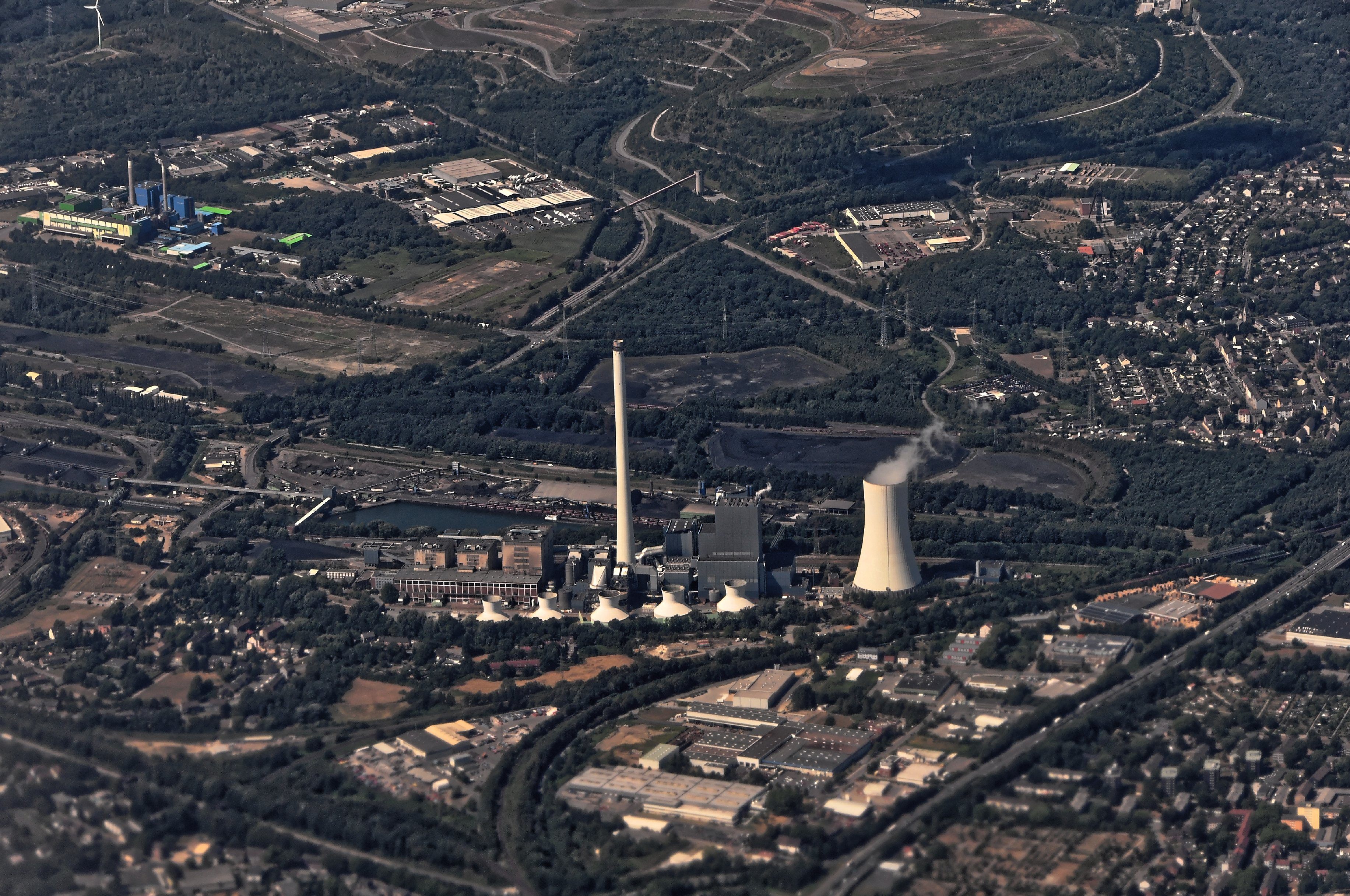
Das Kraftwerk von oben

### Ehemals geplanter Kohle-Kraftwerksblock 5
Im Herbst 2006 gab die Steag bekannt, gemeinsam mit kommunalen Partnern einen fünften Kraftwerksblock mit einer Leistung von 750 MW und einem Nettowirkungsgrad von 45 % errichten zu wollen. Der Bau des 800 Mio. € teuren Projektes sollte im Sommer 2008 beginnen, die Inbetriebnahme des Blocks war für Herbst 2011 vorgesehen. Das Projekt „Herne 5“ sah den Bau eines 180 m hohen Kühlturmes vor, über den auch die Rauchgase abgeleitet werden sollten (Reingaseinleitung), die Errichtung eines separaten Schornsteins wäre somit nicht notwendig gewesen. Für den Betrieb von Block 5 wären 50 neue Arbeitsplätze entstanden.
Als Grund nannte der damalige Betreiber Evonik die Ausweitung des Emissionsrechtehandels ab 2012 auf Neuanlagen. Die Weltfinanzkrise 2007–2008 und der seit Jahren niedrige Stromgroßhandelspreis waren wohl weitere Faktoren, die die Investition fraglich erscheinen ließen.
Daher wurden die Planungen für diesen Block aufgegeben und stattdessen ein Gaskraftwerk errichtet (siehe unten).

### Gas-und-Dampf-Kraftwerk – Block 6
STEAG baute einen gasbefeuerten GuD-Kraftwerksblock am Kraftwerksstandort Herne, der in Kraft-Wärme-Kopplung betrieben wird. Für die Gasversorgung wurde eine 22 Kilometer lange Gasleitung zwischen Datteln und Herne gebaut. Der als Herne 6 bezeichnete Block  verfügt über eine elektrische Leistung von über 600 MW und kann zusätzlich bis zu 400 MW Fernwärme auskoppeln. Es war ein Gesamtnutzungsgrad von 85 % geplant. Mit der Anlagenerrichtung wurde Siemens beauftragt, die eine KWK-Anlage auf Basis der SGT5-8000H errichtete. Anfang 2019 begannen die Bauarbeiten mit der Vorbereitung des Grundstücks. Mit Inbetriebnahme des neuen Gas-und-Dampf-Kraftwerks soll der kohlebefeuerte Block 4 perspektivisch ersetzt werden. Am 2. September 2022 ging der neue Block schließlich in Betrieb und soll 250.000 Haushalte mit Strom und Fernwärme versorgen.

## Emissionen
Kohlekraftwerke stehen aufgrund ihres Schadstoffausstoßes in der Kritik. Auch nach dem Einbau von Filteranlagen in den 1980er Jahren, die die Abgase weitgehend entschwefeln, emittieren Kohlekraftwerke weiterhin relevante Mengen Schwefeldioxid. Zudem gelangen umwelt- und gesundheitsschädliche Stickstoffoxide sowie gesundheitsschädliche Feinstäube, darin enthaltene Schwermetalle und PAK in die Umwelt. In Deutschland trug die Energiewirtschaft 2010 mit 71 % (6,571 Tonnen) zur Gesamt-Quecksilberemission bei.
Die Schadstoffemissionen aller großen Kohlekraftwerke und Industrieanlagen sind im Europäischen Schadstoffemissionsregister (via deutschem Portal www.Thru.de) veröffentlicht.
Emissionen unterhalb der berichtspflichtigen Mengenschwelle sind in der Tabelle mit „<“ neben dem Grenzwert aufgeführt.

### Luftschadstoffe
| Luftschadstoff                            | PRTR 2007     | PRTR 2008     | PRTR 2009     | PRTR 2010     | PRTR 2011     | PRTR 2012 | PRTR 2013 |
| ----------------------------------------- | ------------- | ------------- | ------------- | ------------- | ------------- | --------- | --------- |
| Kohlenstoffdioxid (CO2)                   | 3,09 Mt       | 2,78 Mt       | 2,23 Mt       | 2,48 Mt       | 2,46 Mt       | 2,34 Mt   | 2,62 Mt   |
| Stickstoffoxide (NOx/NO2)                 | 2,18 kt       | 1,86 kt       | 1,57 kt       | 1,79 kt       | 1,79 kt       | 1,51 kt   | 1,94 kt   |
| Schwefeldioxide (als SOx/SO2)             | 1,75 kt       | 1,79 kt       | 1,32 kt       | 1,34 kt       | 1,25 kt       | 1,33 kt   | 1,73 kt   |
| Methan (CH4)                              | keine Angaben | keine Angaben | keine Angaben | keine Angaben | keine Angaben | 207 t     | 231 t     |
| Flüchtige organische Verbindungen (NMVOC) | keine Angaben | keine Angaben | keine Angaben | keine Angaben | keine Angaben | 206 t     | 231 t     |
| Ammoniak (NH3)                            | keine Angaben | keine Angaben | keine Angaben | keine Angaben | keine Angaben | 16,9 t    | 18,9 t    |
| Distickstoffmonoxid (N2O)                 | 18,6 t        | 13,9 t        | 13,2 t        | 15,6 t        | 14,6 t        | 10,8 t    | 14,8 t    |
| Anorganische Fluorverbindungen (als HF)   | 21,2 t        | 9,9 t         | 10,3 t        | 11,8 t        | 12,4 t        | 10,9 t    | 13,7 t    |
| Anorganische Chlorverbindungen (als HCl)  | 67,1 t        | 61,3 t        | 10,3 t        | 11,5 t        | 12,4 t        | 10,5 t    | 13,6 t    |
| Quecksilber und Verbindungen (als Hg)     | 37,6 kg       | 41,7 kg       | 32,3 kg       | 30,3 kg       | 31,7 kg       | 50,5 kg   | 44 kg     |

Weitere typische Schadstoffemissionen wurden nicht berichtet, da sie im PRTR erst ab einer jährlichen Mindestmenge meldepflichtig sind, z. B. Dioxine und Furane ab 0,0001 kg, Cadmium ab 10 kg, Arsen ab 20 kg, Nickel ab 50 kg, Chrom sowie Kupfer ab 100 kg, Blei sowie Zink ab 200 kg, Ammoniak und Chlorwasserstoff ab 10.000 kg, Methan und flüchtige organische Verbindungen außer Methan (NMVOC) ab 100.000 kg sowie Kohlenmonoxid ab 500.000 kg.
| Kraftwerk     | Produzierte Strommenge | Kohle-verbrauch | Kohlendioxid (CO2) | Stickstoffoxide (NOx/NO2) | Schwefeloxide (SOx/SO2) | Anorganische Chlorverbindungen als HCl | Anorganische Fluorverbindungen als HF | Distickoxid (N2O) | Quecksilber (Hg) |
| ------------- | ---------------------- | --------------- | ------------------ | ------------------------- | ----------------------- | -------------------------------------- | ------------------------------------- | ----------------- | ---------------- |
| Herne         | 2.501 GWh              | 961.923 t       | 2.460.000 t        | 1.790 t                   | 1.250 t                 | 12.400 kg                              | 12.400 kg                             | 14.600 kg         | 31,7 kg          |
| Menge pro GWh | 1 GWh                  | 384,62 t        | 983,61 t           | 0,716 t                   | 0,499 t                 | 4,958 kg                               | 4,958 kg                              | 5,838 kg          | 0,0127 kg        |

### Wasserschadstoffe
| Kraftwerk     | Produzierte Strommenge | Kohleverbrauch | Chloride –Abwasser– | Fluoride (als Gesamt-F) –Abwasser– | Zink (Zn) –Abwasser– | Kupfer (Cu) –Abwasser– |
| ------------- | ---------------------- | -------------- | ------------------- | ---------------------------------- | -------------------- | ---------------------- |
| Herne         | 2.501 GWh              | 961.923 t      | <2.000.000 kg       | 2.440 kg                           | <100 kg              | 358 kg                 |
| Menge pro GWh | 1 GWh                  | 384,62 t       | keine genauen Daten | 0,976 kg                           | keine genauen Daten  | 0,143 kg               |

### Feste Schadstoffe (Verbringung gefährlicher Abfälle)
| Kraftwerk     | Produzierte Strommenge | Kohleverbrauch | Gesamtabfallmenge | Abfall zur Beseitigung | Abfall zur Verwertung |
| ------------- | ---------------------- | -------------- | ----------------- | ---------------------- | --------------------- |
| Herne         | 2.501 GWh              | 961.923 t      | 248 t             | 227 t                  | 21 t                  |
| Menge pro GWh | 1 GWh                  | 384,62 t       | 0,099 t           | 0,091 t                | 0,008 t               |

## Bilder

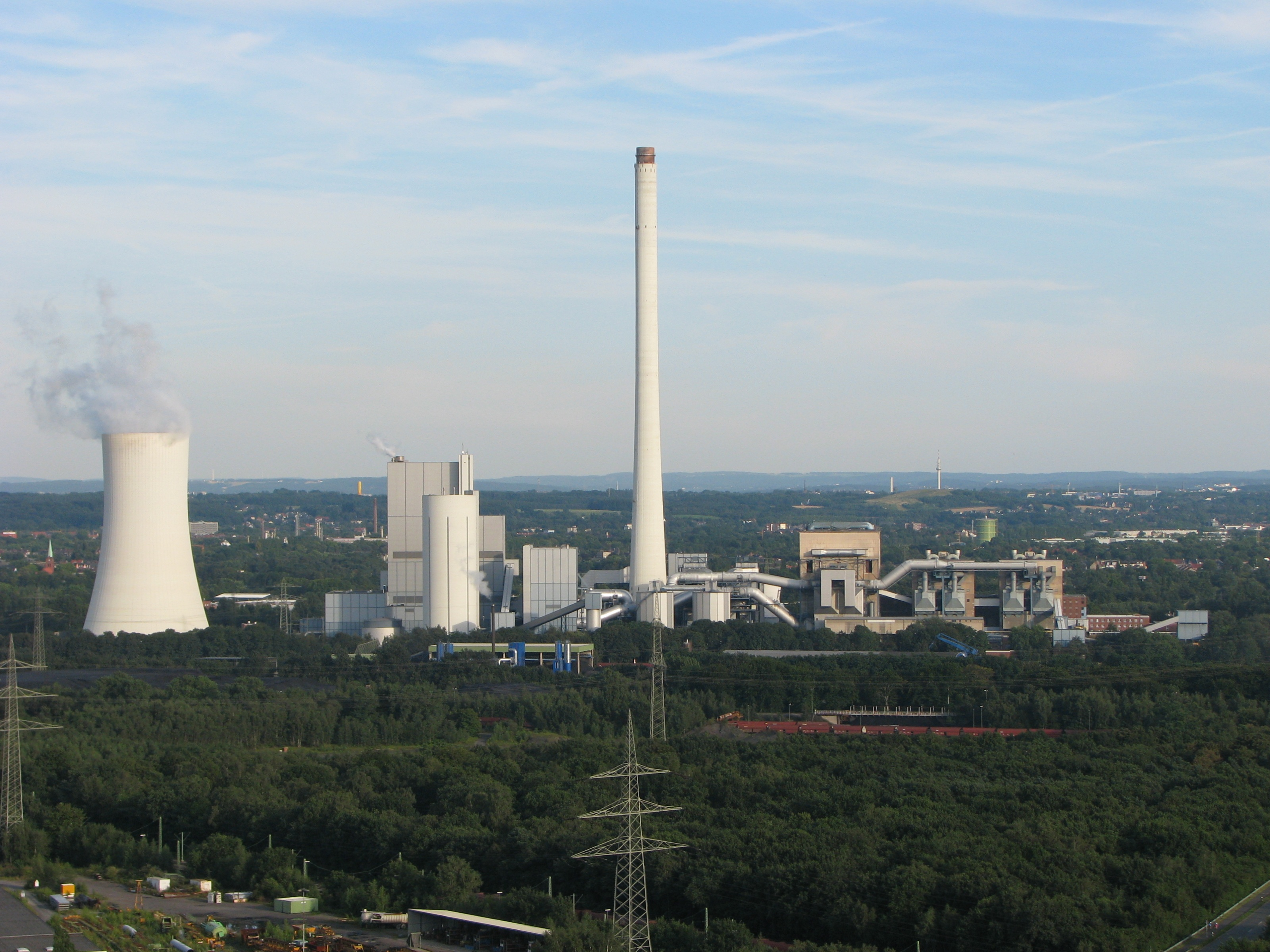
Kraftwerk Herne Baukau
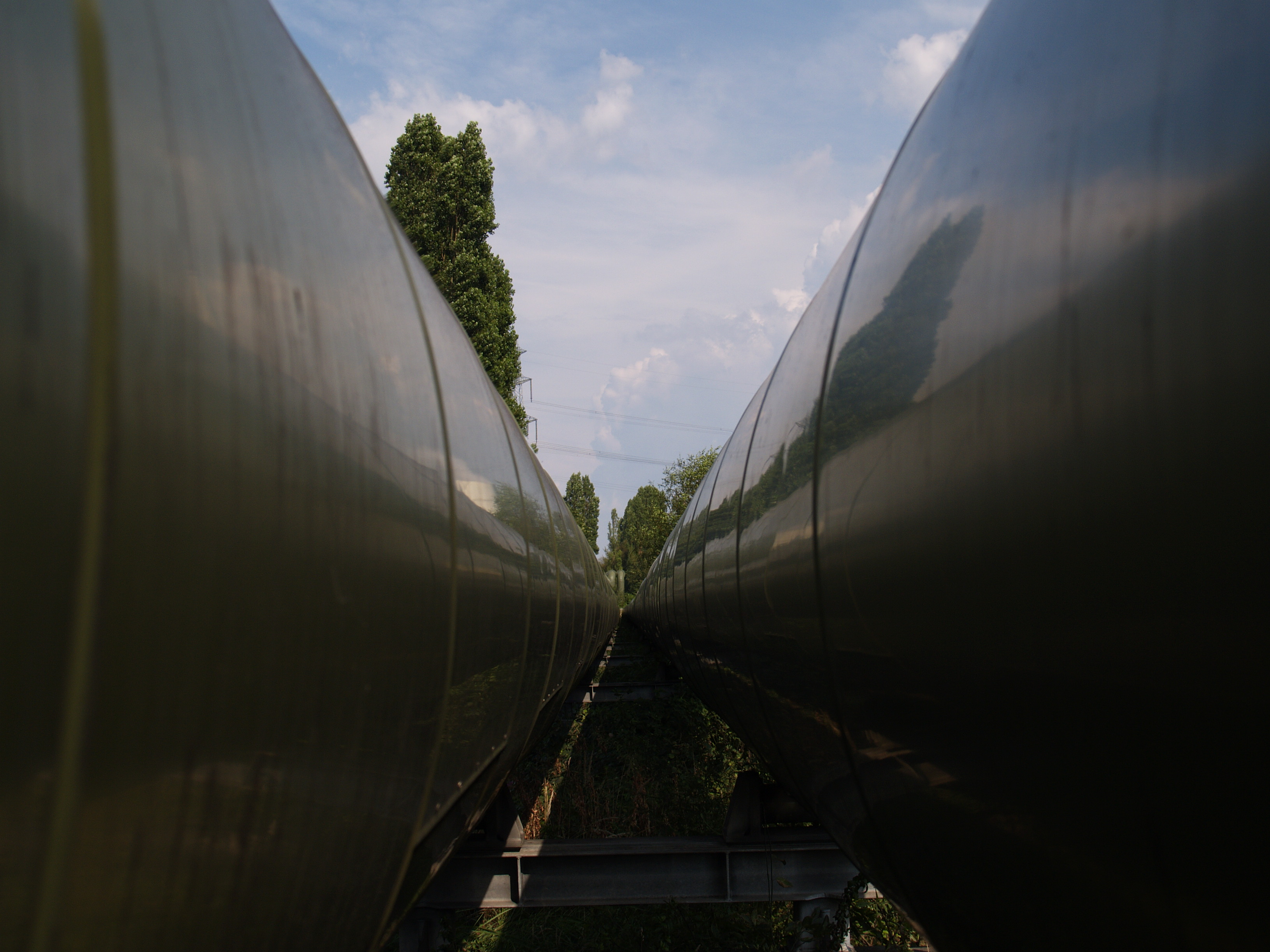
Fernwärmeleitungen
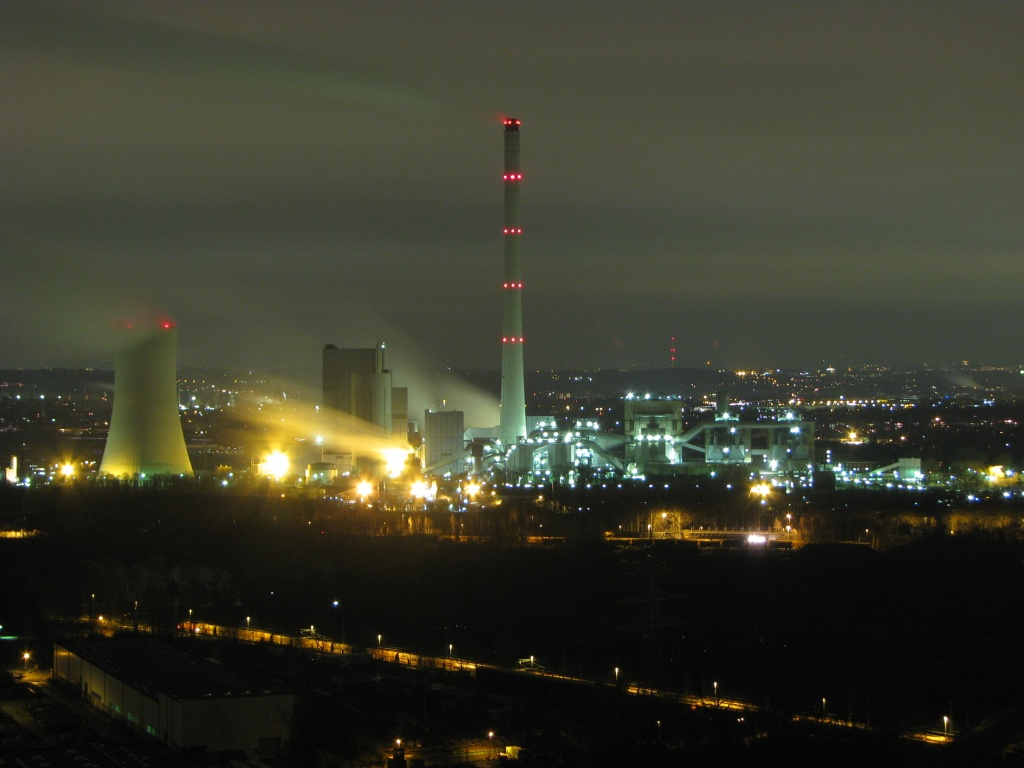
Kraftwerk Herne bei Nacht
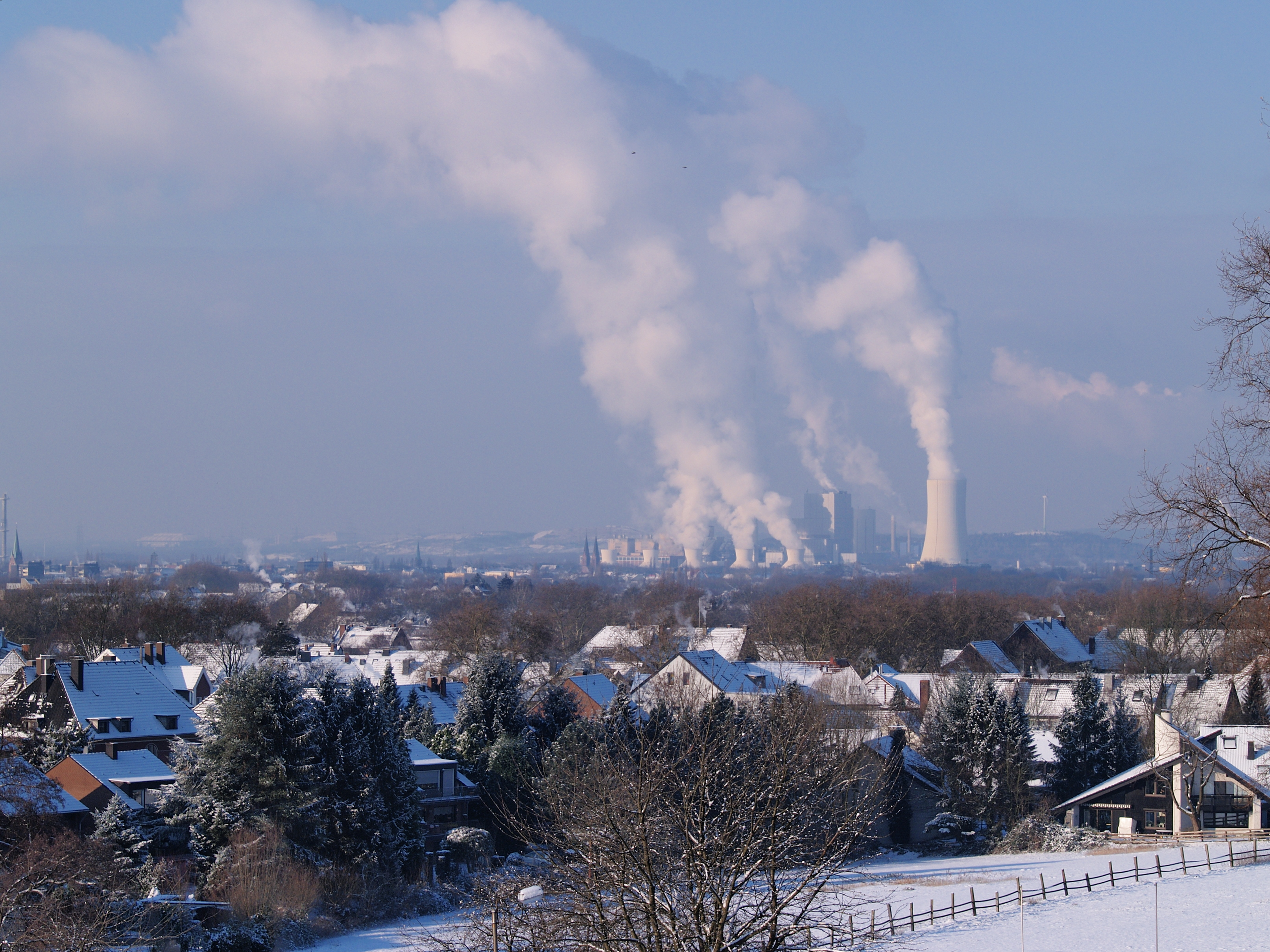
… und im Schnee
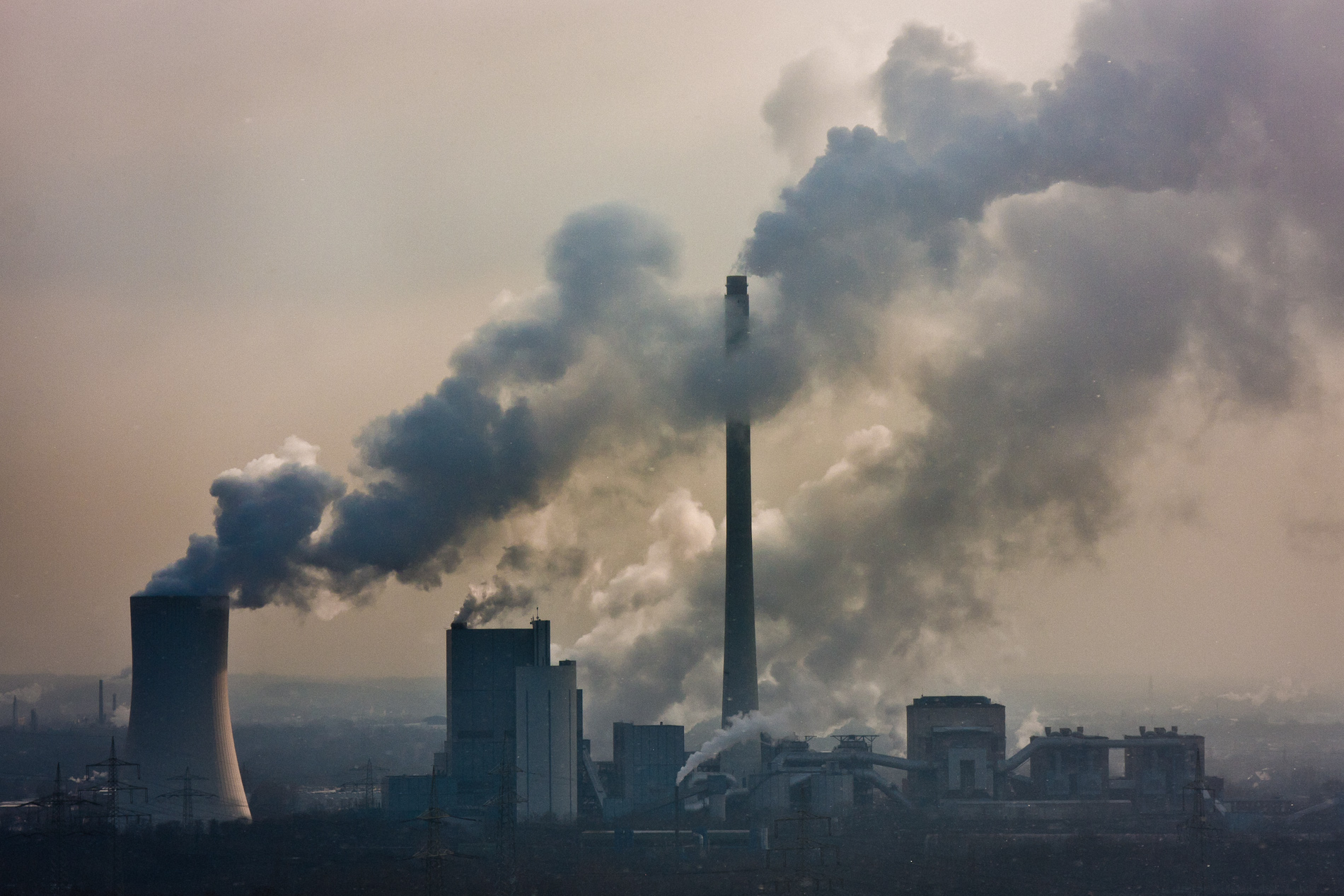
Dampfentwicklung
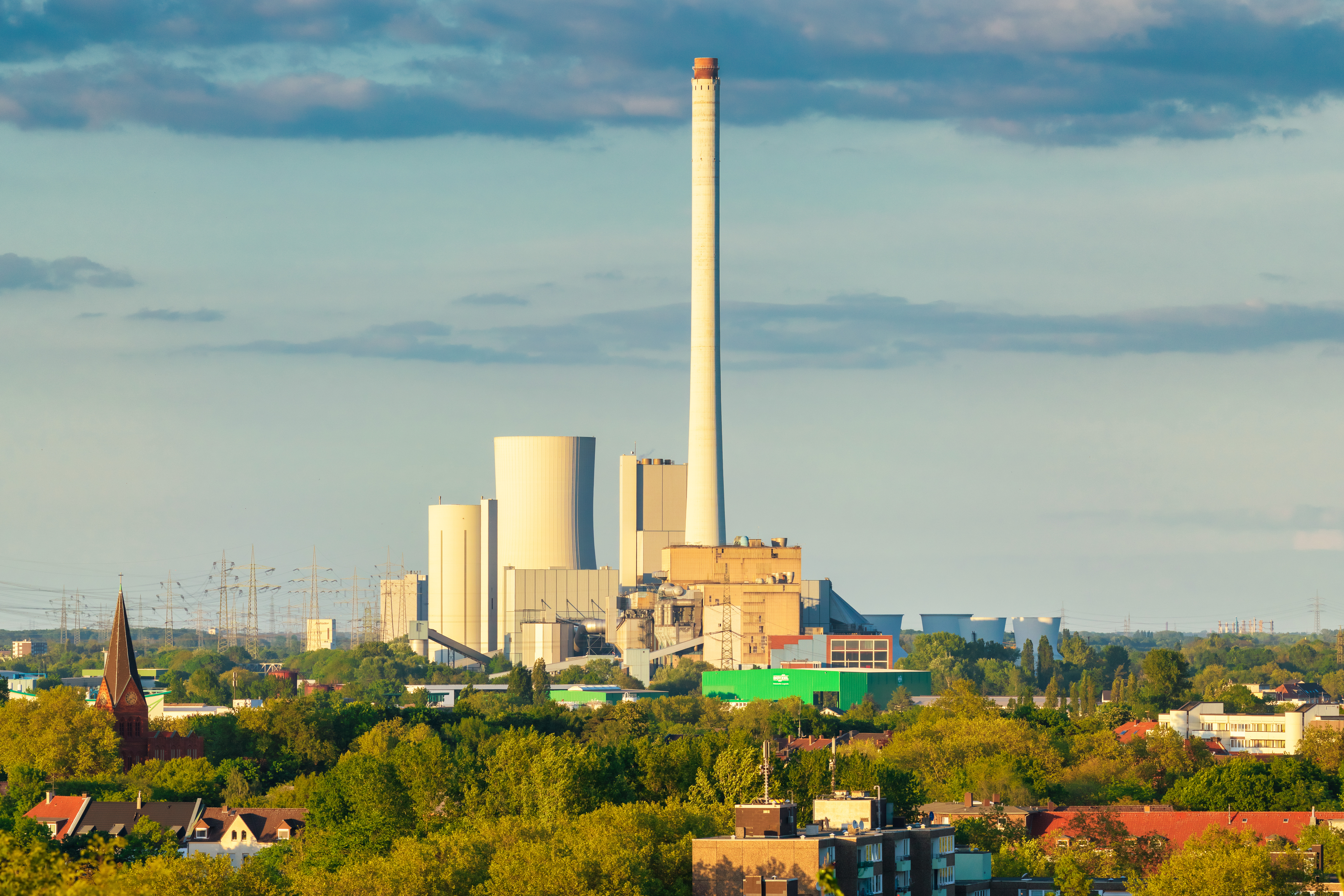
Von der Berghalde Pluto aus gesehen